# Coryphopterus dicrus
Coryphopterus dicrus é um pequeno peixe demersal da família Gobiidae, encontrado em recifes de coral do Atlântico Ocidental.

## Descrição morfológica
Espécie que atinge até 5 centímetros de comprimento total. Corpo translúcido, cinza, com olhos ornamentados por linhas radiantes escuras e barra escura abaixo deles; frequentemente apresenta diversas linhas escuras posteriores ao olho e uma mancha imediatamente atrás dele; possui de 10 a 11 manchas escuras ao longo da linha lateral e múltiplos pontos róseos, amarelados e acastanhados nos flancos; base da nadadeira peitoral marcada por duas manchas escuras, com filete negro no raio superior; nadadeiras verticais sem padrão; pequenos pontos na membrana da nadadeira ventral. Coberto por aproximadamente 26 escamas laterais, sem linha lateral evidente.

## Distribuição e habitat
Ocorrência desde o sul da Flórida até o sul do Caribe (Bahamas), adentrando o litoral do Brasil (incluindo Maranhão); também registado no México. Habita recifes de coral, poças de maré, cavernas calcárias e rochas cobertas de algas, preferindo áreas rochosas entre colônias de coral isoladas sobre areia branca, em profundidades de 1 a 56 metros.

## Biologia e ecologia
Espécie epibêntica, alimenta-se de invertebrados bentônicos, microalgas e detritos orgânicos. Possui fase larval pelágica e adulto bentônico.

## Conservação
Listada como Menos Preocupação (LC) pela IUCN desde 01 de março de 2010, sem ameaças significativas conhecidas.